# Conference Carolinas 2011 (pallavolo maschile)
La Conference Carolinas 2011 si è svolta dal 15 gennaio al 14 aprile 2011: al torneo hanno partecipato 5 squadre universitarie statunitensi e la vittoria finale è andata per la seconda volta consecutiva alla Mount Olive.

## Regolamento
È prevista una stagione regolare che vede le cinque formazioni impegnate nella conference affrontarsi due volte tra loro, per un totale di dieci incontri ciascuna; parallelamente vengono disputati anche degli incontri extra-conference contro formazioni appartenenti ad altre conference o non affiliate ad alcuna di esse, dando vita a due classifiche separate una relativa alla Conference Carolinas ed una totale.
- La formazione che ottiene più vittorie nella classifica della Conference Carolinas si laurea campione di conference.

## Squadre partecipanti
| Club                | Città       | Impianto                       | Stagione precedente             |
| ------------------- | ----------- | ------------------------------ | ------------------------------- |
| King Tornado        | Bristol     | Student Center Complex Bristol | 3ª in Conference Carolinas      |
| Lees-McRae Bobcats  | Banner Elk  | Williams Gymnasium Banner Elk  | 2ª in Conference Carolinas      |
| Limestone Saints    | Gaffney     | Timken Center Gaffney          | 3ª in Conference Carolinas      |
| Mount Olive Trojans | Mount Olive | Kornegay Arena Mount Olive     | Vincitrice Conference Carolinas |
| Pfeiffer Falcons    | Misenheimer | Merner Gym Misenheimer         | 5ª in Conference Carolinas      |

## Campionato

### Regular season

#### Classifica
| Pos. | Squadra     | Conference | Conference | Conference | Conference | Overall | Overall | Overall | Overall |
| Pos. | Squadra     | Pt.        | G          | V          | P          | Pt.     | G       | V       | P       |
| ---- | ----------- | ---------- | ---------- | ---------- | ---------- | ------- | ------- | ------- | ------- |
| 1.   | Mount Olive | .875       | 8          | 7          | 1          | .741    | 27      | 20      | 7       |
| 2.   | Lees-McRae  | .625       | 8          | 5          | 3          | .615    | 26      | 16      | 10      |
| 2.   | King        | .625       | 8          | 5          | 3          | .550    | 20      | 11      | 9       |
| 4.   | Limestone   | .375       | 8          | 3          | 5          | .652    | 23      | 15      | 8       |
| 5.   | Pfeiffer    | .000       | 8          | 0          | 8          | .364    | 22      | 8       | 14      |

| Campione di Conference |

## Premi individuali
| Premio                              | Giocatrice         | Squadra     |
| ----------------------------------- | ------------------ | ----------- |
| MVP                                 | John Nunns         | Mount Olive |
| Player of the Year                  | Joel Salva         | King        |
| Freshman of the Year                | Benedikt Schirmers | Mount Olive |
| Coach of the Year                   | Ryan Booher        | King        |
| All-Conference Carolinas First Team | Scott Schweihofer  | Limestone   |
| All-Conference Carolinas First Team | Chad Mercado       | Lees-McRae  |
| All-Conference Carolinas First Team | Angel Dache        | Mount Olive |
| All-Conference Carolinas First Team | James Friddle      | King        |
| All-Conference Carolinas First Team | Adam Miracle       | Mount Olive |
| All-Conference Carolinas First Team | Morris Cephas      | King        |
| All-Conference Carolinas First Team | Joel Salva         | King        |